# Olympische Sommerspiele 2008/Teilnehmer (Vereinigte Staaten)
| Gelbes Symbol für Goldmedaillen mit stilisierten Olympischen Ringen | Graues Symbol für Silbermedaillen mit stilisierten Olympischen Ringen | Braundes Symbol für Bronzemedaillen mit stilisierten Olympischen Ringen |
| ------------------------------------------------------------------- | --------------------------------------------------------------------- | ----------------------------------------------------------------------- |
| 36                                                                  | 39                                                                    | 37                                                                      |

Die Vereinigten Staaten von Amerika nahmen 2008 zum 25. Mal an Olympischen Sommerspielen teil. 596 Athleten (310 Männer, 286 Frauen) qualifizierten sich für die Olympischen Sommerspiele in Peking und traten in 27 der 28 ausgetragenen Sportarten an. Nur im Handball konnten sich weder die Frauen noch die Männer der USA qualifizieren. Fahnenträger bei der Eröffnungsfeier war Lopez Lomong.
Erster Olympiaauftritt der Vereinigten Staaten war die Partie der Fußballfrauen gegen Norwegen, die 2:0 verloren ging.

## Nachträgliche Änderungen an den Platzierungen
Der Stabhochspringer Derek Miles wurde in Peking zunächst Vierter und verpasste damit knapp die Bronzemedaille, da er nur einen Fehlversuch mehr hatte als der Dritte Denys Jurtschenko, der ebenfalls 5,70 m übersprang. Im November 2016 veröffentlichte das Internationale Olympische Komitee, dass Jurtschenko in Peking gedopt angetreten war. Damit rückt Miles auf den Bronzeplatz vor.

## Badminton
Die USA qualifizierte sich in vier Disziplinen: Herreneinzel, Herrendoppel, Dameneinzel und Damendoppel. Eigentlich qualifizierten sich die Vereinigten Staaten auch für eine Teilnahme am Mixed-Turnier, die Badminton World Federation erklärte die Qualifikation jedoch für nichtig.
Männer
- Howard Bach
Herrendoppel
- Khan Malaythong
Herrendoppel
- Raju Rai
Herreneinzel

Frauen
- Eva Lee
Dameneinzel, Damendoppel
- Mesinee Mangkalakiri
Damendoppel

## Baseball
Nachdem die Vereinigten Staaten bei den Olympischen Spielen 2004 nicht vertreten waren, konnten sie sich 2008 durch einen zweiten Platz beim 2006 stattgefundenen Olympic Qualifying Event qualifizieren.
Männer (Bronze )
- Pitcher
  - Brett Anderson – Midland Rockhounds (Oakland Athletics)
  - Jake Arrieta – Frederick Keys (Baltimore Orioles)
  - Trevor Cahill – Midland Rockhounds (Oakland Athletics)
  - Jeremy Cummings – Durham Bulls (Tampa Bay Rays)
  - Brian Duensing – Rochester Red Wings (Minnesota Twins)
  - Kevin Jepsen – Salt Lake Bees (Los Angeles Angels)
  - Brandon Knight – New Orleans Zephyrs (New York Mets)
  - Mike Koplove – Las Vegas 51s (Los Angeles Dodgers)
  - Blaine Neal – Toledo Mud Hens (Detroit Tigers)
  - Jeff Stevens – Buffalo Bisons (Cleveland Indians)
  - Stephen Strasburg – San Diego State Aztecs
  - Casey Weathers – Tulsa Drillers (Colorado Rockies)
- Catcher
  - Lou Marson – Reading Phillies (Philadelphia Phillies)
  - Taylor Teagarden – Oklahoma Redhawks (Texas Rangers)
- Infielder
  - Brian Barden – Memphis Redbirds (St. Louis Cardinals)
  - Matthew Brown – Salt Lake Bees (Los Angeles Angels)
  - Jason Donald – Reading Phillies (Philadelphia Phillies)
  - Jayson Nix – Colorado Springs Sky Sox (Colorado Rockies)
  - Mike Hessman – Toledo Mud Hens (Detroit Tigers)
  - Terry Tiffee – Las Vegas 51s (Los Angeles Dodgers)
- Outfielder
  - Dexter Fowler – Tulsa Drillers (Colorado Rockies)
  - John Gall – Albuquerque Isotopes (Florida Marlins)
  - Matt LaPorta – Akron Aeros (Cleveland Indians)
  - Nate Schierholtz – Fresno Grizzlies (San Francisco Giants)
- Trainerstab
  - Davey Johnson – Manager
  - Rick Eckstein – Bench Coach (Columbus Clippers)
  - Reggie Smith – Hitting Coach
  - Marcel Lachemann – Pitching Coach (Del Oro High School)
  - Rolando de Armas – Auxiliary Coach (GCL Phillies)
  - Dick Cooke – Auxiliary Coach (Davidson College)

## Basketball
Sowohl die Männermannschaft, als auch das Frauenteam der Vereinigten Staaten konnte sich für die Olympischen Spiele qualifizieren. Die Männermannschaft gewann 2007 die Amerikameisterschaft, das Frauenteam gewann denselben Titel.
| Männer | Frauen |
| --- | --- |
| Kobe Bryant – Los Angeles Lakers Jason Kidd – Dallas Mavericks Chris Paul – New Orleans Hornets Michael Redd – Milwaukee Bucks Dwyane Wade – Miami Heat Deron Williams – Utah Jazz Carmelo Anthony – Denver Nuggets Carlos Boozer – Utah Jazz Chris Bosh – Toronto Raptors LeBron James – Cleveland Cavaliers Tayshaun Prince – Detroit Pistons Dwight Howard – Orlando Magic Teamchef Mike Krzyzewski – Duke Blue Devils | Sue Bird – Seattle Storm Kara Lawson – Sacramento Monarchs Cappie Pondexter – Phoenix Mercury Katie Smith – Detroit Shock Diana Taurasi – Phoenix Mercury Seimone Augustus – Minnesota Lynx Tamika Catchings – Indiana Fever DeLisha Milton-Jones – Los Angeles Sparks Candace Parker – Los Angeles Sparks Tina Thompson – Houston Comets Sylvia Fowles – Chicago Sky Lisa Leslie – Los Angeles Sparks Teamchef Anne Donovan |

## Bogenschießen
- Khatuna Lorig
Damen
- Jennifer Nichols
Damen
- Brady Ellison
Herren
- Butch Johnson
Herren
- Vic Wunderle
Herren

## Boxen
| Disziplin                      | Athlet                   |
| ------------------------------ | ------------------------ |
| Halbfliegengewicht (bis 48 kg) | Luis Yáñez               |
| Fliegengewicht (bis 51 kg)     | Rau’Shee Warren          |
| Federgewicht (bis 57 kg)       | Raynell Williams         |
| Leichtgewicht (bis 60 kg)      | Sadam Ali                |
| Halbweltergewicht (bis 64 kg)  | Javier Molina            |
| Weltergewicht (bis 69 kg)      | Demetrius Andrade        |
| Mittelgewicht (bis 75 kg)      | Shawn Estrada            |
| Schwergewicht (bis 91 kg)      | Deontay Wilder (Bronze ) |

## Fechten
- Degen Einzel, Herren
  - Weston Kelsey
- Florett Einzel, Herren
  - Gerek Meinhardt
- Säbel Einzel und Team, Herren
  - Timothy Morehouse
  - Jason Rogers
  - Keeth Smart
  - James Williams

- Degen Einzel, Damen
  - Kelley Hurley
- Florett Einzel und Team, Damen
  - Emily Cross
  - Erinn Smart
  - Hanna Thompson
- Säbel Einzel und Team, Damen
  - Mariel Zagunis
  - Sada Jacobson
  - Rebecca Ward

## Fußball
| Männer - Tor 1 Chris Seitz 18 Brad Guzan - Abwehr 2 Marvell Wynne 3 Michael Orozco 13 Patrick Ianni 15 Michael Parkhurst - Mittelfeld 4 Michael Bradley 5 Dax McCarty 6 Maurice Edu 7 Stuart Holden 8 Danny Szetela 10 Benny Feilhaber 14 Robbie Rogers 16 Sacha Klještan - Sturm 9 Charlie Davies 11 Freddy Adu 12 Jozy Altidore 17 Brian McBride - Trainer Piotr Nowak - Ergänzungsspieler Dominic Cervi Robbie Findley Frankie Hejduk - Ergebnisse Vorrunde Japan: 1:0 Niederlande: 2:2 Nigeria: 1:2 als Gruppendritter ausgeschieden | Frauen (Gold ) - Tor 1 Hope Solo 18 Nicole Barnhart - Abwehr 2 Heather Mitts 3 Christie Rampone 4 Rachel Buehler 14 Stephanie Cox 15 Kate Markgraf 17 Lori Chalupny - Mittelfeld 5 Lindsay Tarpley 7 Shannon Boxx 9 Heather O’Reilly 10 Aly Wagner 11 Carli Lloyd 13 Tobin Heath 16 Angela Hucles - Sturm 6 Natasha Kai 8 Amy Rodriguez 12 Lauren Cheney - Trainerin Pia Sundhage - Ergänzungsspieler Ali Krieger Briana Scurry Kacey White - Ergebnisse Vorrunde Norwegen: 0:2 Japan: 1:0 Neuseeland: 4:0 Viertelfinale Kanada: 2:1 n. V. Halbfinale Japan: 4:2 Finale Brasilien: 1:0 n. V. |

## Gewichtheben
- Kenny Farris
- Carissa Gump
- Cheryl Haworth
- Melanie Roach
- Chad Vaughn
- Natalie Woolfolk

## Hockey
Frauen
- Kate Barber
- Kayla Bashore
- Lauren Crandall
- Rachel Dawson
- Kelly Doton
- Katelyn Falgowski
- Jesse Gey
- Carrie Lingo
- Angie Loy
- Caroline Nichols
- Lauren Powley
- Dina Rizzo
- Dana Sensenig
- Sara Silvetti
- Keli Smith Puzo
- Tiffany Snow
- Amy Tran
- Barb Weinberg

## Judo
- Valerie Gotay
- Sayaka Matsumoto
- Daniel McCormick
- Brian Olson
- Ryan Reser
- Ronda Rousey (Bronze )
- Travis Stevens
- Taylor Takata
- Adler Volmar
- Taraje Williams-Murray

## Kanu
Rennsport
- Carrie Johnson
- Rami Zur

Slalom
- Heather Corrie
- Casey Eichfeld
- Benn Fraker
- Scott Parsons
- Rick Powel

## Leichtathletik
| Disziplin               | Männer | Frauen |
| ----------------------- | --- | --- |
| 100 m                   | Walter Dix (Bronze ) Tyson Gay Darvis Patton | Torri Edwards Muna Lee Lauryn Williams                                                                                                  |
| 200 m                   | Shawn Crawford (Silber ) Walter Dix (Bronze ) Wallace Spearmon | Allyson Felix (Silber ) Marshevet Hooker Muna Lee                                                                                       |
| 400 m                   | LaShawn Merritt (Gold ) David Neville (Bronze ) Jeremy Wariner (Silber ) | Sanya Richards (Bronze ) DeeDee Trotter Mary Wineberg                                                                                   |
| 800 m                   | Christian Smith Nick Symmonds Andrew Wheating | Hazel Clark Alice Schmidt Nicole Teter                                                                                                  |
| 1500 m                  | Bernard Lagat Lopez Lomong Leonel Manzano | Erin Donohue Shannon Rowbury Christin Wurth-Thomas                                                                                      |
| 5000 m                  | Ian Dobson Bernard Lagat Matthew Tegenkamp | Shalane Flanagan Kara Goucher Jennifer Rhines                                                                                           |
| 10.000 m                | Abdihakem Abdirahman Galen Rupp Jorge Torres | Amy Yoder Begley Shalane Flanagan Kara Goucher                                                                                          |
| Marathon                | Ryan Hall Dathan Ritzenhein Brian Sell | Deena Kastor Magdalena Lewy-Boulet Blake Russell                                                                                        |
| 20 km Gehen             | Kevin Eastler | Joanne Dow |
| 50 km Gehen             | Phillip Dunn | |
| 100 m Hürden            | | Damu Cherry Dawn Harper (Gold ) LoLo Jones                                                                                              |
| 110 m Hürden            | David Oliver (Bronze ) David Payne (Silber ) Terrence Trammell | |
| 400 m Hürden            | Kerron Clement (Silber ) Bershawn Jackson (Bronze ) Angelo Taylor (Gold ) | Queen Harrison Sheena Tosta (Silber ) Tiffany Williams                                                                                  |
| 3000 m Hindernis        | Anthony Famiglietti Joshua McAdams William Nelson | Lindsey Anderson Jennifer Barringer Anna Willard                                                                                        |
| 4-mal-100-Meter-Staffel | Walter Dix Tyson Gay Rodney Martin Travis Padgett Darvis Patton | Torri Edwards Muna Lee Mechelle Lewis Angela Williams Lauryn Williams                                                                   |
| 4-mal-400-Meter-Staffel | Kerron Clement (Gold für Vorlaufeinsatz) LaShawn Merritt (Gold ) David Neville (Gold ) Angelo Taylor (Gold ) Jeremy Wariner (Gold ) Reggie Witherspoon (Gold für Vorlaufeinsatz) | Allyson Felix (Gold ) Natasha Hastings (Gold für Vorlaufeinsatz) Monique Henderson (Gold ) Sanya Richards (Gold ) Mary Wineberg (Gold ) |
| Hochsprung              | Dusty Jonas Andra Manson Jesse Williams | Amy Acuff Sharon Day Chaunte Howard |
| Stabhochsprung          | Jeff Hartwig Derek Miles (Silber ) Brad Walker | Erica Bartolina April Steiner Jennifer Stuczynski (Silber )                                                                             |
| Weitsprung              | Brian Johnson Miguel Pate Trevell Quinley | Funmi Jimoh Brittney Reese Grace Upshaw                                                                                                 |
| Dreisprung              | Kenta Bell Rafeeq Curry Aarik Wilson | Shani Marks Erica McLain |
| Speerwurf               | Breaux Greer Mike Hazle Leigh Smith | Kim Kreiner Kara Patterson |
| Diskuswurf              | Casey Malone Michael Robertson Ian Waltz | Stephanie Brown Trafton (Gold ) Suzy Powell-Roos Aretha Thurmond                                                                        |
| Kugelstoßen             | Christian Cantwell (Silber ) Reese Hoffa Adam Nelson | Jillian Camarena Michelle Carter Kristin Heaston                                                                                        |
| Hammerwurf              | A. G. Kruger | Amber Campbell Jessica Cosby Loree Smith                                                                                                |
| Siebenkampf             | | Hyleas Fountain (Bronze ) Jacquelyn Johnson Diana Pickler                                                                               |
| Zehnkampf               | Bryan Clay (Gold ) Trey Hardee Tom Pappas | |

## Moderner Fünfkampf
- Eli Bremer
- Margaux Isaksen
- Sam Sacksen
- Sheila Taormina

## Radsport
- Kristin Armstrong (Gold )
- Kyle Bennett
- Michael Blatchford
- Adam Craig
- Mike Day (Silber )
- Adam Duvendeck
- Michael Friedman
- Georgia Gould
- Sarah Hammer
- George Hincapie
- Jill Kintner (Bronze )
- Bobby Lea
- Levi Leipheimer (Bronze )
- Giddeon Massie
- Jason McCartney
- Mary McConneloug
- Amber Neben
- Taylor Phinney
- Jennie Reed
- Donny Robinson (Bronze )
- Christine Thorburn
- Christian Vande Velde
- Todd Wells
- David Zabriskie

## Reiten
- Phillip Dutton
- Becky Holder
- Courtney King
- Laura Kraut (Gold )
- Beezie Madden (Gold , Bronze )
- Debbie McDonald
- Gina Miles
- Karen O’Connor
- Steffen Peters
- Will Simpson (Gold )
- Amy Tryon
- McLain Ward (Gold )

## Ringen
- Ben Askren
- Ali Bernard
- Dremiel Byers
- Henry Cejudo (Gold )
- Clarissa Chun
- Daniel Cormier
- Thomas Tc Dantzler
- Jake Deitchler
- Andy Hrovat
- Spenser Mango
- Randi Miller (Bronze )
- Steven Mocco
- Doug Schwab
- Marcie van Dusen
- Brad Vering
- Adam Wheeler
- Mike Zadick

## Rudern
- Wyatt Allen (Bronze )
- Mike Altman
- David Banks
- Micah Boyd (Bronze )
- Erin Cafaro (Gold )
- Steven Coppola (Bronze )
- Anna Cummins (Gold )
- Will Daly
- Caryn Davies (Gold )
- Susan Francia (Gold )
- Scott Gault
- Jen Goldsack
- Anna Goodale (Gold )
- Michelle Guerette (Silber )
- Beau Hoopman (Bronze )
- Elliot Hovey
- Matthew Hughes
- Renee Hykel
- Joshua Inman (Bronze )
- Kenneth Jurkowski
- Jen Kaido
- Megan Kalmoe
- Giuseppe Lanzone
- Caroline Lind (Gold )
- Elle Logan (Gold )
- Marcus McElhenney (Bronze )
- Portia McGee
- Lindsay Meyer
- Brett Newlin
- Tom Paradiso
- Lia Pernell
- Wes Piermarini
- Matt Schnobrich (Bronze )
- Lindsay Shoop (Gold )
- Jamie Schroeder
- Margot Shumway
- Samuel Stitt
- Paul Teti
- Patrick Todd
- Ellen Tomek
- Bryan Volpenhein (Bronze )
- Daniel Walsh (Bronze )
- Mary Whipple (Gold )
- Cameron Winklevoss
- Tyler Winklevoss

## Schießen
- Michael Anti
- Brian Beaman
- Jamie Beyerle
- Libby Callahan
- Emily Caruso
- Corey Cogdell (Bronze )
- Walton Eller (Gold )
- Matt Emmons (Silber )
- Bret Erickson
- Sandra Fong
- Dominic Grazioli
- Vincent Hancock (Gold )
- Jeff Holguin
- Sean McLelland
- Jason Parker
- Kimberly Rhode (Silber )
- Keith Sanderson
- Stephen Scherer
- Brenda Shinn
- Beki Snyder
- Daryl Szarenski
- Jason Turner (Bronze )

## Schwimmen
| Disziplin           | Männer | Frauen |
| ------------------- | --- | --- |
| 50 m Freistil       | Garrett Weber-Gale Benjamin Wildman-Tobriner                                                                                             | Kara Lynn Joyce Dara Torres (Silber ) |
| 100 m Freistil      | Jason Lezak (Bronze ) Garrett Weber-Gale                                                                                                 | Natalie Coughlin (Bronze ) Lacey Nymeyer |
| 200 m Freistil      | Michael Phelps (Gold ) Peter Vanderkaay (Bronze )                                                                                        | Katie Hoff Allison Schmitt |
| 400 m Freistil      | Larsen Jensen (Bronze ) Peter Vanderkaay                                                                                                 | Katie Hoff (Silber ) Kate Ziegler |
| 800 m Freistil      | | Katie Hoff Kate Ziegler |
| 1500 m Freistil     | Larsen Jensen Peter Vanderkaay | |
| 100 m Rücken        | Matt Grevers (Silber ) Aaron Peirsol (Gold )                                                                                             | Natalie Coughlin (Gold ) Margaret Hoelzer (Silber )                                                                                            |
| 200 m Rücken        | Ryan Lochte (Gold ) Aaron Peirsol (Silber )                                                                                              | Elizabeth Beisel Margaret Hoelzer (Silber ) |
| 100 m Brust         | Mark Gangloff Brendan Hansen | Megan Jendrick Rebecca Soni (Silber ) |
| 200 m Brust         | Eric Shanteau Scott Spann | Amanda Beard Rebecca Soni (Gold ) |
| 100 m Schmetterling | Ian Crocker Michael Phelps (Gold ) | Elaine Breeden Christine Magnuson (Silber ) |
| 200 m Schmetterling | Michael Phelps (Gold ) Gil Stovall | Elaine Breeden Kathleen Hersey |
| 200 m Lagen         | Ryan Lochte (Bronze ) Michael Phelps (Gold )                                                                                             | Natalie Coughlin (Bronze ) Katie Hoff |
| 400 m Lagen         | Ryan Lochte (Bronze ) Michael Phelps (Gold )                                                                                             | Elizabeth Beisel Katie Hoff (Bronze ) |
| 4 × 100 m Freistil  | Cullen Jones/Jason Lezak/Michael Phelps/Garrett Weber-Gale (Gold ) Vorlauf: Nathan Adrian/Matt Grevers/Cullen Jones/Ben Wildman-Tobriner | Natalie Coughlin/Kara Lynn Joyce/Lacey Nymeyer/Dara Torres (Silber ) Vorlauf: Kara Lynn Joyce/Lacey Nymeyer/Emily Silver/Julia Smit            |
| 4 × 200 m Freistil  | Ricky Berens/Ryan Lochte/Michael Phelps/Peter Vanderkaay (Gold ) Vorlauf: Ricky Berens/Klete Keller/Erik Vendt/Dave Walters              | Caroline Burckle/Natalie Coughlin/Katie Hoff/Allison Schmitt (Bronze ) Vorlauf: Caroline Burckle/Christine Marshall/Julia Smit/Kim Vandenberg  |
| 4 × 100 m Lagen     | Brendan Hansen/Jason Lezak/Aaron Peirsol/Michael Phelps (Gold ) Vorlauf: Ian Crocker/Mark Gangloff/Matt Grevers/Garrett Weber-Gale       | Natalie Coughlin/Christine Magnuson/Rebecca Soni/Dara Torres (Silber ) Vorlauf: Elaine Breeden/Margaret Hoelzer/Megan Jendrick/Kara Lynn Joyce |
| 10 km               | Mark Wartenkin | Chloe Sutton |

Synchronschwimmen
Brooke Abel, Janet Culp, Kate Hooven, Christina Jones, Becky Kim, Andrea Nott, Annabele Orme, Jill Penner, Kim Probst

## Segeln
- Benjamin Barger
- Sally Barkow
- Graham Biehl
- Andrew Campbell
- Deborah Capozzi
- Amanda Clark
- John Dane Iii
- Carrie Howe
- John Lovell
- Stuart McNay
- Sarah Mergenthaler
- Charlie Ogletree
- Zach Railey (Silber )
- Chris Rast
- Nancy Rios
- Austin Sperry
- Anna Tunnicliffe (Gold )
- Tim Wadlow

## Softball
Frauen (Silber )
- Monica Abbott
- Laura Berg
- Crystl Bustos
- Andrea Duran
- Jennie Finch
- Tairia Flowers
- Victoria Galindo
- Lovieanne Jung
- Kelly Kretschman
- Lauren Lappin
- Caitlin Lowe
- Jessica Mendoza
- Stacey Nuveman
- Cat Osterman
- Natasha Watley

## Taekwondo
- Charlotte Craig
- Diana Lopez (Bronze )
- Mark Lopez (Silber )
- Steven Lopez (Bronze )

## Tennis
Männer
Einzel:
- James Blake
- Robby Ginepri
- Sam Querrey

Doppel:
- James Blake/Sam Querrey
- Bob Bryan/Mike Bryan (Bronze )

Frauen
Einzel:
- Jill Craybas
- Lindsay Davenport
- Serena Williams
- Venus Williams

Doppel:
- Lindsay Davenport/Liezel Huber
- Serena Williams/Venus Williams (Gold )

## Tischtennis
- Gao Jun
- Crystal Huang
- Chen Wang
- David Zhuang

## Triathlon
- Hunter Kemper
Herren
- Matthew Reed
Herren
- Jarrod Shoemaker
Herren
- Laura Bennett
Damen
- Julie Ertel
Damen
- Sarah Haskins-Kortuem
Damen

## Turnen

### Kunstturnen
- Alexander Artemev
  - Herren, Mannschaftsmehrkampf (Bronze ), Pauschenpferd
- Raj Bhavsar
  - Herren, Mannschaftsmehrkampf (Bronze )
- Joey Hagerty
  - Herren, Mannschaftsmehrkampf (Bronze )
- Jonathan Horton
  - Herren, Mannschaftsmehrkampf (Bronze ), Reck (Silber )
- Shawn Johnson
  - Damen, Mannschaftsmehrkampf (Silber ), Einzelmehrkampf (Silber ), Schwebebalken (Gold ), Boden (Silber )
- Anastasia Liukin
  - Damen, Mannschaftsmehrkampf (Silber ), Einzelmehrkampf (Gold ), Schwebebalken (Silber ), Boden (Bronze ), Stufenbarren (Silber )
- Chellsie Memmel
  - Damen, Mannschaftsmehrkampf (Silber )
- Samantha Peszek
  - Damen, Mannschaftsmehrkampf (Silber )
- Alicia Sacramone
  - Damen, Mannschaftsmehrkampf (Silber ), Sprung
- Bridget Sloan
  - Damen, Mannschaftsmehrkampf (Silber )
- Justin Spring
  - Herren, Mannschaftsmehrkampf (Bronze )
- Kai Wen Tan
  - Herren, Mannschaftsmehrkampf (Bronze )

Als Ersatzteilnehmer nominiert waren bei den Herren David Durante, bei den Damen Jana Bieger, Ivana Hong und Corrie Lothrop.

### Trampolinturnen
- Erin Blanchard
  - Damen, Einzel
- Chris Estrada
  - Herren, Einzel

## Volleyball

### Beachvolleyball
Männer
Team 1: Phil Dalhausser, Todd Rogers (Gold )
Team 2: Jacob Gibb, Sean Rosenthal
Frauen
Team 1: Misty May-Treanor, Kerri Walsh (Gold )
Team 2: Nicole Branagh, Elaine Youngs

### Hallenvolleyball
| Männer (Gold ) - 1 Lloy Ball - 2 Sean Rooney - 4 David Lee - 5 Richard Lambourne (Libero) - 8 William Priddy - 9 Ryan Millar - 10 Riley Salmon - 12 Thomas Hoff (Kapitän) - 13 Clayton Stanley - 14 Kevin Hansen - 15 Gabriel Gardner - 18 Scott Touzinsky | Frauen (Silber ) - 1 Ogonna Nnamani - 2 Danielle Scott-Arruda - 3 Tayyiba Haneef-Park - 4 Lindsey Berg - 5 Stacy Sykora (Libero) - 6 Nicole Davis (Libero) - 7 Heather Bown - 9 Jennifer Joines - 10 Kimberly Glass - 11 Robyn Ah Mow-Santos (Kapitän) - 12 Kim Willoughby - 15 Logan Tom |

## Wasserball
| Männer (Silber ) - Mannschaft Brian Alexander (ohne Einsatz) Tony Azevedo Ryan Bailey Layne Beaubien Brandon Brooks Peter Hudnut Tim Hutten James Krumpholz John Mann (ohne Einsatz) Rick Merlo Merrill Moses Jeffrey Powers Jesse Smith Peter Varellas Adam Wright - Trainer Terry Schroeder - Ergebnisse Vorrunde Volksrepublik China: 8:4 Italien: 12:11 Serbien: 2:4 Kroatien: 7:5 Deutschland: 8:7 Viertelfinale Freilos Halbfinale Serbien: 10:5 Finale Ungarn: 10:14 | Frauen (Silber ) - Mannschaft Elizabeth Armstrong Patty Cardenas Kami Craig Natalie Golda Alison Gregorka Brittany Hayes Jaime Hipp Moriah van Norman Heather Petri Jessica Steffens Brenda Villa Lauren Wenger Elsie Windes - Trainer Guy Baker - Ergebnisse Vorrunde Volksrepublik China: 12:11 Italien: 9:9 Russland: 12:7 Viertelfinale Freilos Halbfinale Australien: 9:8 Finale Niederlande: 8:9 |

## Wasserspringen
- David Boudia
- Kelci Bryant
- Chris Colwill
- Troy Dumais
- Mary Dunnichay
- Thomas Finchum
- Nancilea Foster
- Haley Ishimatsu
- Christina Loukas
- Ariel Rittenhouse
- Jevon Tarantino
- Laura Wilkinson